# ميخائيل ستيرلينغ إيتون
ميخائيل ستيرلينغ إيتون (بالإنجليزية: Michael Sterling Eaton)‏ هو فنان أمريكي، ولد في 1 ديسمبر 1978.